# 키르기스 소비에트 사회주의 공화국의 국장

키르기스 소비에트 사회주의 공화국의 국장

키르기스 소비에트 사회주의 공화국의 국장은 1937년 3월 23일에 제정되어 1992년까지 사용되었다.
국장 가운데에는 톈산산맥 위에 떠오르는 태양이 그려져 있으며, 국장 위쪽에는 빨간색 별이, 국장 아래쪽에는 낫과 망치가 그려져 있다.
국장 가운데에는 키르기스인의 전통적인 문양이 장식되어 있으며, 왼쪽에는 목화가, 오른쪽에는 밀 이삭이 장식되어 있다.
국장 아래쪽에 있는 빨간색 리본에는 "키르기스 소비에트 사회주의 공화국"("Кыргыз С.С.Р.")이라는 국명이 키르기스어로 쓰여져 있으며, 국장 위쪽에 있는 빨간색 리본에는 소련의 나라 표어인 "만국의 노동자여, 단결하라!"라는 문구가 키르기스어("Бардык өлкөлөрдүн пролетарлары, бириккиле!")와 러시아어("Пролетарии всех стран, соединяйтесь!")로 쓰여져 있다.

키르기스 소비에트 사회주의 공화국의 국장 (1936년)

## 같이 보기
- 소련의 국장
- 키르기스스탄의 국장